# I Saw the Light (Film)
I Saw the Light ist eine US-amerikanische Filmbiografie aus dem Jahr 2015. Regie führte Marc Abraham, der ebenfalls das Drehbuch schrieb, das auf der 1994er Biografie Hank Williams: The Biography von Colin Escott über den Country-Sänger Hank Williams basiert. Die Hauptrollen spielen Tom Hiddleston und Elizabeth Olsen.

## Handlung
Erzählt werden die letzten neun Jahre aus dem Leben des ebenso talentierten wie schwierigen Country-Sängers Hank Williams, der im Laufe seines kurzen Lebens zu einem der einflussreichsten Songwriter und zu einem der beliebtesten Musiker der USA wurde. I Saw the Light ist auch eines der bekanntesten Lieder des Sängers und war eines seiner ersten Hits.
1944 heiratet der noch unbekannte Sänger Hank Williams die frisch geschiedene Audrey Mae Sheppard beim örtlichen Friedensrichter in einer Tankstelle. Er arbeitet für den lokalen Radiosender WSFA und tritt in kleinen Kneipen auf. Seine Frau drängt ihn, sie während seiner Auftritte an der Show zu beteiligen. Trotz eher mäßiger Sangeskünste kommt Hank ihrem Wunsch nach und verteidigt sie auch vor seinen Bandmitgliedern. Aufgrund seiner Unzuverlässigkeit durch zunehmenden Alkoholkonsum wird er vom Sender entlassen. Eine Entziehungskur hilft ihm nicht nur dabei, seine Karriere zu verbessern, sondern auch seine Ehe zu retten.
Durch den bekannten Musikproduzenten Fred Rose bekommt Williams einen Plattenvertrag bei MGM Records sowie einen Auftritt in der Radioshow Louisiana Hayride. Schließlich schafft er es sogar, in der Grand Ole Opry in Nashville aufzutreten. Eine ihm angebotene Filmrolle lehnt er ab.
Kurz nachdem seine Ehe mit Audrey geschieden wird, spannt Williams dem ebenfalls dort auftretendem Sänger Faron Young die Freundin aus und heiratet sie kurz danach. Seine Gesundheit verschlechtert sich zusehends, und er stirbt am Neujahrstag 1953 mit 29 Jahren während der Fahrt zu einem Konzert in Ohio aufgrund einer Unverträglichkeit eines Medikamentes an Herzversagen.

## Hintergrund
Seine Premiere feierte der Film am 11. September 2015 in Kanada beim Toronto International Film Festival. Nach diversen Aufführungen auf Filmfestivals in Kanada und den Vereinigten Staaten war der offizielle Kinostart in den USA am 1. April 2016, in Deutschland erschien der Film am 4. August 2016 direkt auf DVD bzw. Blu-ray. Die Produktionskosten werden auf rund 13 Millionen US-Dollar geschätzt.
Auf der Weihnachtsparty, die nach Hanks erster Grand-Ole-Opry-Performance gezeigt wird, hört man den Song Santa Baby, gesungen von Eartha Kitt, im Hintergrund. Der Song wurde allerdings erst neun Monate nach dem Tode von Williams im Oktober 1953 veröffentlicht. In einer Szene liest Hank Lycrecia eine Geschichte aus einem Pulp Magazin vor. Laut Storyline spielt die Szene im Jahr 1947, obwohl die Ausgabe, aus der er vorliest, erst im November 1952 veröffentlicht wurde.

## Rezeption
Die Rezeption des Films war weitgehend negativ. Obwohl die schauspielerischen Leistungen Anerkennung fanden, wurde der Film von den Kritikern als „stumpfsinnig“ und „wenig überzeugend“ bezeichnet. Bei Rotten Tomatoes gaben 18 % der Kritiker dem Film eine positive Bewertung; in der Zuschauerbewertung lag er bei 36 %. Der Filmdienst bezeichnet den Film „trotz guter Darsteller“ als „zu oberflächlich“.

## Filmmusik / Soundtrack
Für den Film wurden von Williams-Darsteller Tom Hiddleston vierzehn Stücke selbst eingesungen, von denen sechs Songs auf dem Soundtrack veröffentlicht wurden.
- Cold, Cold Heart (Tom Hiddleston and the Saddle Spring Boys)
- Even Though You Let Me Go (Elizabeth Olsen)
- I Can't Get You Out Of My Mind (Tom Hiddleston and the Saddle Spring Boys)
- Honky Tonkin‘ (Tom Hiddleston and the Saddle Spring Boys)
- Blues Come Around (Tom Hiddleston, Elizabeth Olsen and the Saddle Spring Boys)
- The Tennessee Waltz (Jo Stafford)
- Field Hand Man (The Delmore Brothers)
- Pan American (Tom Hiddleston, Elizabeth Olsen and the Saddle Spring Boys)
- Please Don't Let Me Love You (George Morgan)
- Right Or Wrong (Bob Wills)
- Lovesick Blues (Tom Hiddleston and the Saddle Spring Boys)
- A Pair Of Broken Hearts (Spade Cooley)
- Walkin' The Floor Over You (Ernest Tubb)
- Santa Baby (Eartha Kitt)
- Men With Broken Hearts (Tom Hiddleston and the Saddle Spring Boys)
- It Is Thy Servant's Prayer, Amen (The Sallie Martin Singers)
- Home In San Antone (The Saddle Spring Boys)
- Hey Good Lookin‘ (Tom Hiddleston and the Saddle Spring Boys)
- That's What's Knockin' Me Out (Jimmy Liggins)
- Now That I Need You (Doris Day)
- Law And Lonely (Roy Acuff)
- Why Don't You Love Me (Tom Hiddleston and the Saddle Spring Boys)
- Jack Of Diamonds (The Saddle Spring Boys)
- Anytime (Eddy Arnold)
- Your Cheatin' Heart (Tom Hiddleston and the Saddle Spring Boys)
- I Saw the Light (Rodney Crowell, Cory Chisel, Tania Hancheroff, Chris Scruggs)
- I’m So Lonesome I Could Cry (Tom Hiddleston, Rodney Crowell and the Saddle Spring Boys)
- Jambalaya (Tom Hiddleston and the Saddle Spring Boys)
- Move It On Over (Tom Hiddleston and the Saddle Spring Boys)
- My Bucket's Got a Hole in It (Tom Hiddleston and the Saddle Spring Boys)

## Synchronisation
Die deutsche Synchronbearbeitung entstand nach dem Dialogbuch und unter der Dialogregie von Michael Nowka in den Ateliers der Berliner Synchron GmbH in Berlin.
| Rolle             | Darsteller       | Synchronsprecher   |
| ----------------- | ---------------- | ------------------ |
| Hank Williams     | Tom Hiddleston   | Peter Lontzek      |
| Audrey Williams   | Elisabeth Olsen  | Magdalena Turba    |
| Billie Jean Jones | Maddie Hasson    | Friederike Walke   |
| Bobbie Jett       | Wrenn Schmidt    | Wicki Kalaitzi     |
| Boyette           | Richard Jackson  | Rainer Gerlach     |
| Don Helms         | Wes Langlois     | Gerrit Schmidt-Foß |
| Fred Rose         | Bradley Whitford | Ronald Nitschke    |
| Lillie Williams   | Cherry Jones     | Marianne Groß      |
| Sammy Pruett      | Joshua Brady     | Benjamin Krause    |